# Illumø
Illumø oder Illum ist eine kleine, seit Ende der 1980er Jahre unbewohnte dänische Insel im Kleinen Belt in der Helnæs Bucht zwischen Helnæs und Fyn. Die Insel gehört zur Kirchspielsgemeinde (dän.: Sogn) Svanninge Sogn, die bis 1970 zur Harde Sallinge Herred im damaligen Svendborg Amt gehörte, seitdem zur damaligen Faaborg Kommune im Fyns Amt, die mit der Kommunalreform zum 1. Januar 2007 in der Faaborg-Midtfyn Kommune in der Region Syddanmark aufgegangen ist. Die Insel ist 3,5 km lang und 84,6 Hektar groß.

## Siehe auch

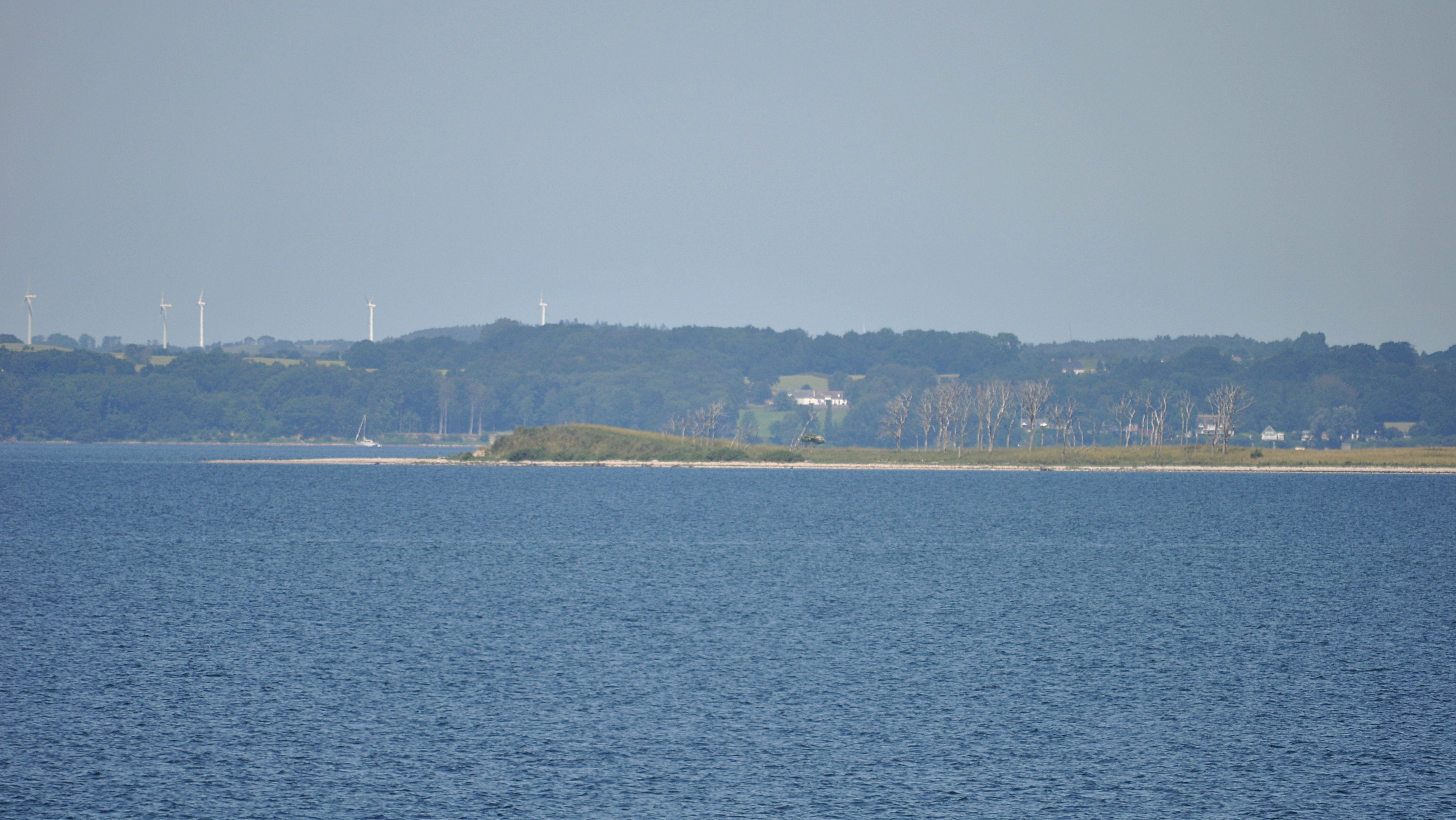
Illumø